# Skyler Page
Skyler Dale Page (Phoenix, Arizona; 13 de octubre de 1989) es un animador y actor de voz estadounidense, más conocido como el creador de la serie animada Clarence emitida en Cartoon Network. También por su gestión, como artista de guion gráfico de la serie Adventure Time.

## Carrera
Page es un graduado del Instituto de Artes de California. Creó dos cortometrajes titulados Crater Face y Girl Wallet. Luego se convirtió en un artista de guion gráfico y revisionista de series de Cartoon Network como Adventure Time y Secret Mountain Fort Awesome.
Page es el creador de la serie Clarence, donde también es la voz del personaje del mismo nombre. La idea de la serie fue concebida por Page, junto con el director creativo Nelson Boles, cuando aún estudiaban en CalArts. 
El concepto fue puesto en consideración después de que Page consiguiera un trabajo en el estudio. El episodio piloto de la serie le valió a Page una nominación para el Creative Arts Emmy Award en la ceremonia de entrega del 65º Primetime Creative Arts Emmy Awards.

### Controversias
En julio de 2014, Page fue despedido del programa por un caso de acoso sexual a una artista femenina que trabajaba para Adventure Time. Un portavoz de Cartoon Network confirmó a BuzzFeed que "Skyler Page ya no es un empleado en estudios de Cartoon Network.". Spencer Rothbell, uno de los escritores de la serie, fue la voz de Clarence a partir de la Segunda Temporada.
En diciembre de 2022, Page fue detenido por robar pistolas Nerf a una juguetería local.

## Filmografía
| Año         | Programa       | Papel                                                    | Notas       |
| ----------- | -------------- | -------------------------------------------------------- | ----------- |
| 2014        | Clarence       | Creador, Guionista, Productor ejecutivo, Voz de Clarence | Temporada 1 |
| 2010 - 2014 | Adventure Time | Artista de guion gráfico                                 |             |